# 渡部みずき
渡部 瑞貴（わたなべ みずき、1988年4月30日 - ）は日本の女優。オフィスジェイトップ、ヒラタオフィスを経て、株式会社オフィス遊民所属。千葉県出身。
身長162cm。血液型はA型。特技は日本舞踊、ダンス。上智大学文学部史学科卒業。

## 出演

### テレビドラマ
- 花より男子 8、9話（2005年、TBS） - TOJ出場者の女子高生 役
- 特命戦隊ゴーバスターズ Mission37（2012年、テレビ朝日） - 花嫁 役
- ワカコ酒（2015年1月8日 - 3月26日、BSジャパン） - アベちゃん 役
  - ワカコ酒 Season2（2016年1月8日 - 3月25日）
  - ワカコ酒 Season3（2017年4月7日 - 6月23日）
  - ワカコ酒 Season4（2019年1月7日 - 3月25日）
  - ワカコ酒 Season5（2020年4月7日 - 6月23日）
  - ワカコ酒 SP 飛騨酒蔵めぐり（2020年12月29日・12月30日）
  - ワカコ酒 Season6（2022年1月11日 - 3月29日）
  - ワカコ酒 Season7（2023年7月4日 - 9月19日）[1]
  - ワカコ酒 Season8（2025年1月9日 - 3月27日）[2]
  - ワカコ酒 Season9（2025年10月2日〈予定〉 - ）[3]
- 大追跡〜警視庁SSBC強行犯係〜 第4話（2025年7月30日、テレビ朝日） - 富樫久美子 役[4]

### 情報番組
- XEBEC ONLINE（2004年11月 - 2005年3月、TOKYO MX）

### Webドラマ
- Missing（2009年10月 - ） - 理沙 役

### 雑誌
- Hana*chu→（2003年 - 2004年、主婦の友社）
- junie（2004年 - 2005年、扶桑社）

### 舞台
- エルダ・アルゴミュージカル 『フラワー』（1998年） - バヤン 役
- ファミリーミュージカル『ココ・スマイル 〜夢の宝箱〜』（1999年12月） - ミサト 役
- エルダ・アルゴミュージカル『あんず 〜心の扉をあけて〜』（2000年） - かすみ / つつじ 役
- エルダ・アルゴミュージカル『スタート!』（2001年） - 映子 役
- ミュージカル『美少女戦士セーラームーン』 （2002年7月 - 2003年1月、サンシャイン劇場 他） - 愛野美奈子 / セーラーヴィーナス 役 ※9代目
- Air studio『Chu- Chu- Chu's day』（2004年）
- Air studio『GO,JET!GO!GO! VOL.3』（2005年）
- Air studio『ジュリエット』（2007年）
- Air studio『KIRA』（2008年）
- Air studio『Kiss Me You 〜がんばったシンプー達へ〜』（2008年）
- なす我儘『それを言っちゃあお終いよ！〜地獄の沙汰も金次第？！〜』（2009年）
- ら抜きの殺意（2010年） - 宇藤樹里役
- SAKURA(2011年)
- 結婚クリスマス(2011年)
- 花咲く家の花咲く肝っ玉嫁さん(2013年)
- Team6g『星灯り』(2014年)
- 牧羊犬『狼少年タチバナ』(2014年)
- 半分socks『今日は靴下履きますLive』(2016年)
- 劇団カツコ『底なしの宴〜牛もいれば馬もいる〜』(2016年)
- CINEASTE ON STAGE Vol.1 舞台『戦士たちの憂鬱』(2016年)
- Team6g『Melody』(2017年)(池袋グリーンフェスタ 大賞(グリーンフェスタ賞)、Box in Box 賞)
- 劇団グスタフ『あの樹の下で』(2017年)
- 劇団LIVES『結婚クリスマス』（2024年）[5]
- 舞台『あの空はキミの中〜Play ball, never cry!〜』（2025年） - 陽向母 役[6]

## リリース作品

### 写真集
- コーラルキッス（2002年2月22日発売、心交社） ISBN 4883027023

### DVD
- みずきとデート（2002年2月22日発売、VU）